# Eickenberg
Eickenberg ist ein Gehöft im Südwesten der bergischen Großstadt Solingen.

## Lage und Beschreibung
Der Ort befindet sich im Süden des Solinger Stadtteils Aufderhöhe auf einer Anhöhe westlich des Nacker Bachtals. Der namensgebende Nacker Bach mündet bei Wipperaue in die Wupper. Eickenberg befindet sich ganz am Ende der Gillicher Straße.  Von dem Ort aus sind mehrere Wanderwege in verschiedene Richtungen zu erreichen. Der Hof ist nach Norden von Wald, nach Südosten von Wiesen und Weiden umgeben. Das Gelände fällt in diese Richtung zum Nacker Bach hin auf etwa 84 Meter über NHN ab. Der Verlauf des Nacker Bachs bildet in etwa die Grenze zu Höhscheid.
Benachbarte Ortslagen sind bzw. waren (von Nord nach West): Gillicher Dahl, Kohlsberg, Schirpenbruch, Oelmühle, Haasenmühle, Horn, Gosse, Birkendahl, Gillich und Holzhof auf Solinger Stadtgebiet sowie auf der anderen Wupperseite auf Leichlinger Stadtgebiet der Ort Nesselrath.

## Etymologie
Der Ortsname Eickenberg kann als ein mit Eichen bestandener Berg gedeutet werden.

## Geschichte
Eickenberg ist seit dem 17. Jahrhundert nachweisbar. Über die frühe Geschichte des Ortes ist bekannt, dass Eickenberg ursprünglich in freiem kirchlichen Besitz war. Der Hof gehörte, wie auch das nahe Gosse, zum Kölner Stift St. Gereon. Damit unterstand er dem Hofgericht Monheim.:4 Im Jahre 1715 ist der Ort in der Karte Topographia Ducatus Montani, Blatt Amt Solingen, von Erich Philipp Ploennies mit einer Hofstelle verzeichnet und als Eichenberg benannt. Er wurde in den Ortsregistern der Honschaft Ruppelrath innerhalb des Amtes Solingen geführt. Die Topographische Aufnahme der Rheinlande von 1824 verzeichnet den Ort als Eickenberg, die Preußische Uraufnahme von 1844 verzeichnet ihn ebenfalls als Eickenberg. In der Topographischen Karte des Regierungsbezirks Düsseldorf von 1871 ist der Ort erneut als Eickenberg verzeichnet.
Nach Gründung der Mairien und späteren Bürgermeistereien Anfang des 19. Jahrhunderts gehörte der Ort zur Bürgermeisterei Höhscheid, die 1856 zur Stadt erhoben wurde.
1815/16 lebten fünf, im Jahr 1830 sechs Menschen im als einzelnes Haus bezeichneten Wohnplatz. 1832 war der Ort weiterhin Teil der Honschaft Ruppelrath innerhalb der Bürgermeisterei Höhscheid, dort lag er in der Flur VII. Höhe. Der nach der Statistik und Topographie des Regierungsbezirks Düsseldorf als Hofstadt kategorisierte Ort besaß zu dieser Zeit ein Wohnhaus. Zu dieser Zeit lebten fünf Einwohner im Ort, davon einer katholischen und vier evangelischen Bekenntnisses. Die Gemeinde- und Gutbezirksstatistik der Rheinprovinz führt den Ort 1871 mit zwei Wohnhäuser und 18 Einwohnern auf. Im Gemeindelexikon für die Provinz Rheinland von 1888 werden zwei Wohnhäuser mit acht Einwohnern angegeben. 1895 besitzt der Ortsteil ein Wohnhaus mit sechs Einwohnern und gehörte zum evangelischen Kirchspiel Rupelrath, 1905 zählt der Ort ein Wohnhaus mit acht Einwohnern.
Mit der Städtevereinigung zu Groß-Solingen im Jahre 1929 wurde Eickenberg ein Ortsteil Solingens.